# アルマニャック

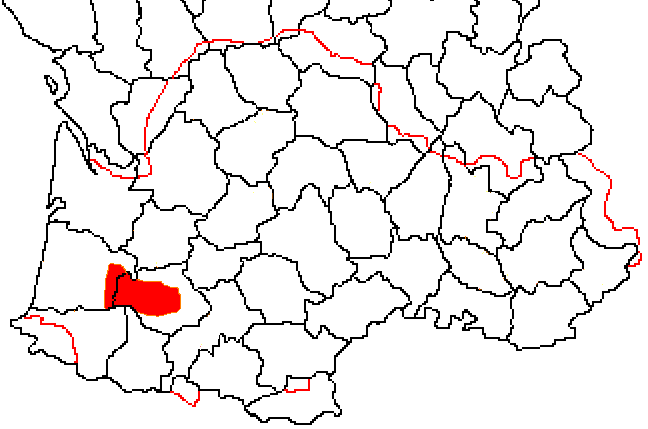
アルマニャックの地図

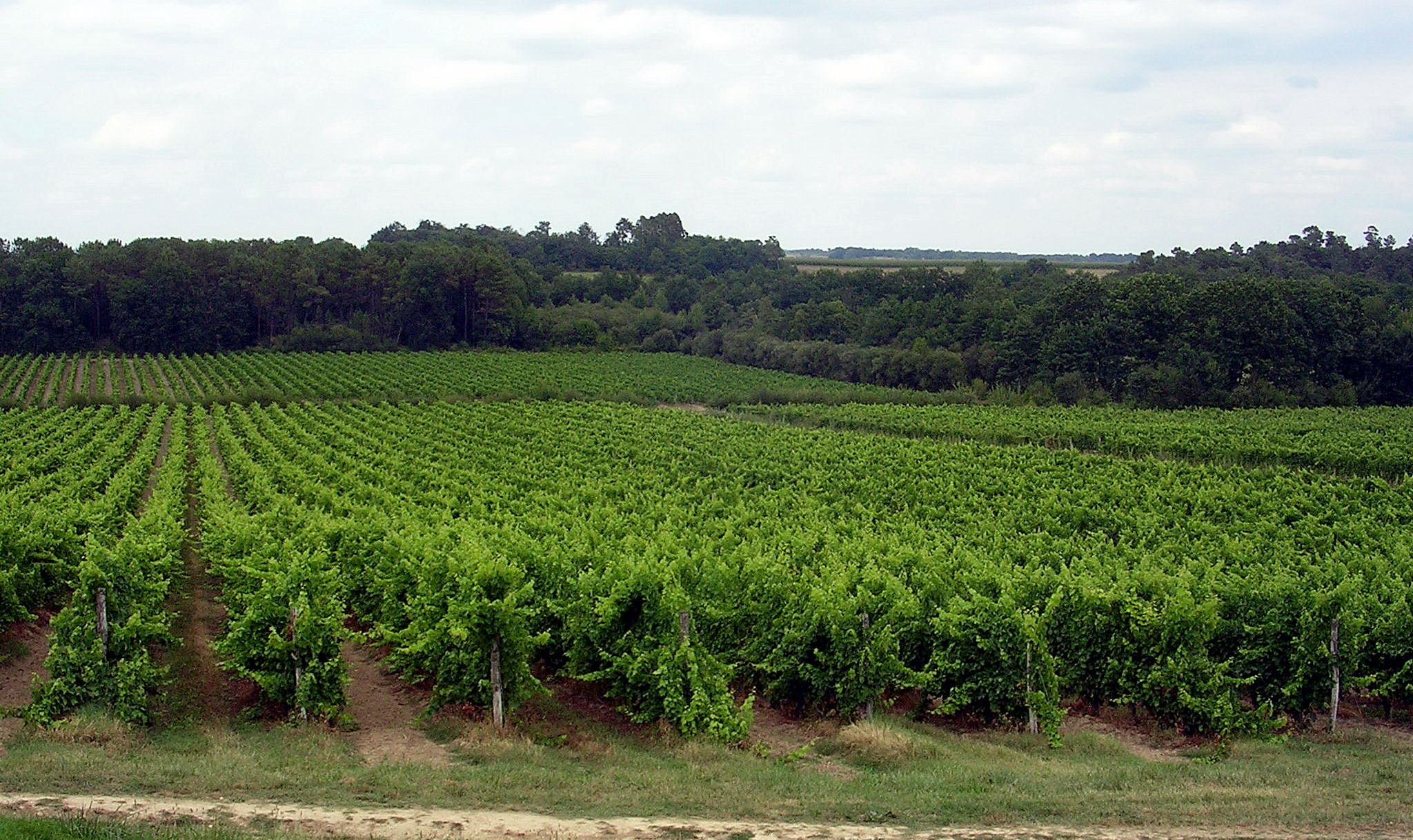
アルマニャック地方のブドウ畑

アルマニャック （L'Armagnac、ガスコーニュ語:Armanhac）は、フランス・ガスコーニュの一部である古い地方名称で、現在のジェール県とランド県東部にまたがっている。その名称はガロ＝ローマ時代に遡るものである。歴史的な首都はオーシュである。
同名の蒸留酒、アルマニャックは世界的に有名である。

## 地理
Baïse川（Baïse）谷中程に位置し、オーズとオーシュを東西につなぐ軸の周辺に位置する。 
地方は以下の区分がされる:
- オータルマニャック（Haut-Armagnac）またはアルマニャック・ブラン（Armagnac blanc） - 石灰岩質の土壌を持ち、トウモロコシ栽培とブドウ栽培が盛ん
- バ＝ザルマニャック（Bas-Armagnac）またはアルマニャック・ノワール（Armagnac noir） - ドゥーズ川とミドー川に近接する
- フェザンサック（Fézensac）

以下の地方が加わることもある:
- テナレーズ（Ténarèze） - コンドンの北西部

## 地質
中新世中期にあたる1600万年前から1100万年前までの間、大西洋はアキテーヌ盆地を浸食し、そこは今のバ＝ザルマニャックとなった。中新世の海が残したものは、サーブル・フォーヴ（Sables fauves、フォーヴの砂）という名称で呼ばれる。大陸には、モラス（en）と呼ばれる砂岩と頁岩の地層が数多く残された。
アルマニャック・ノワールは、硬質で酸性の粘土質の土壌を持ち、プラムのような芳香を放つ最高級ブランデー、アルマニャックの産地である。
テナレーズの土壌は酸性の粘土質で、そこで生産されるブランデーはよく熟成され、スミレに似た芳香を持つ。

## 歴史

アルマニャック伯の紋章

エリンベルム（現在のオーシュ）のアウシル族（Auscii d'Elimberrum）とエルサ（現在のオーズ）のエルサテス族（les Elusates d'Elusa）は、どちらもアクイタニアで暮らす部族であった。 
この地方はガスコーニュ公領の一部である、フェザンサック伯領となった。
960年、初代アルマニャック伯にベルナール1世がつき、彼を始祖とするアルマニャック家はジェロー1世、ベルナール2世と続いた。1040年から1052年にはベルナール2世がガスコーニュ公位を継承したため、伯領は1052年まで公領となった。彼の孫にあたるジェロー3世は、1140年以降フェザンサック伯領とアルマニャック伯領を統合した。1163年、この家系からフェゼンサゲ伯領が生まれた。
1245年にアルマニャック伯家男系が断絶すると、初代フェゼンサゲ伯ロジェの息子であるジェローがアルマニャック伯ジェロー6世となった。しかし1285年にジェロー6世が死ぬと2つの伯領は再び分離した。やがてジェロー6世の孫ジャン1世（1311年 - 1373年）と彼の子孫がアルマニャック伯領にロデーズ伯領、カルラ伯領、ロマニュ伯領、オーヴィラール伯領、コマンジュ伯領、シャロレ伯領を併合した。
アルマニャック伯領は息子ジャン2世、孫ジャン3世に受け継がれた。ジャン3世の後を継いだのは弟のベルナール7世で、彼は百年戦争中のアルマニャック派とブルゴーニュ派の内戦（fr）時にアルマニャック派の首領であった。1473年、フランス王ルイ11世の有名な敵であったジャン5世が死んだ。1481年、アルマニャック伯領はフランス王領に統合された。しかしシャルル8世は、伯領をジャン5世の弟シャルル1世へ返還した。
シャルル1世の後継となったのは、シャルル・ダランソン（マルグリット・ド・ナヴァルの最初の夫）、次いでアンリ・ダルブレ（2度目の夫）であった。アンリ・ダルブレとマルグリットの間に生まれたジャンヌ・ダルブレがアルマニャック伯領を継承し、その後ジャンヌの息子であるアンリ4世がフランス王位についたことで、1589年に王領となった。
1645年、ルイ14世はアルマニャック伯の称号をアルクール伯アンリ・ド・ロレーヌへ授けた。この家系はフランス革命まで続いた。